# 蔡竞
蔡竞（1993年6月23日—），中国湖南省长沙市人，围棋职业六段棋手。他2007年入段，2014年7月升为六段。他获2008年全国围棋个人赛男子乙组冠军，进入2014年第2届“洛阳龙门杯”中国围棋棋圣战挑战者决定战。2010年起先后代表中信北京队等队伍参加围甲联赛。

## 国内比赛成绩
2008年全国围棋个人赛男子乙组比赛中9胜1负，以小分优势胜过郭闻潮，获冠军。2012年代表安徽华亿队参加围甲联赛，开局取得九连胜的佳绩。2014年第11届倡棋杯复赛胜陈贤进入本赛，本赛中连胜邬光亚、连笑、江维杰进入半决赛，后以0-2负于朴文垚。2014年第2届洛阳龙门杯中国围棋棋圣战在预选赛中连胜乔智健、黄晨、韦一博进入本赛；在本赛中连胜江维杰、国宇征、朱元豪、谢尔豪，进入挑战者决定战，后以1比2负于连笑，无缘挑战权。

## 国际比赛成绩
2016年第21届三星车险杯预选赛连胜许映皓、玄釉斌、崔明勋、彭立峣进入本赛。双败淘汰制小组赛中先胜俞斌后负于申真谞，再负俞斌而无缘16强。